# Селище (Мётченский сельсовет)
Селище — деревня в Мётченском сельсовете Борисовского района Минской области. Находится в 25 км на восток от города Борисов, в 12 км от ж/д станции Приямино на линии Минск-Орша, в 96 км от Минска. Рельеф равнинный, через деревню течет река Ольховка. Транспортная связь осуществляется по дороге Борисов-Велятичи.

## История

### В составе ВКЛ и Речи Посполитой
Известна с 1641 года как деревня Поселье (белор. Паселле), 12 волок земли, собственность казны, в Велятичском старостве Оршанского повета ВКЛ.
В 1755 деревня Селище, 7 дымов.

### В составе Российской империи
После Второго раздела Речи Посполитой (1793) в составе Российской империи.
В 1800 было 17 дворов, 143 жителя, собственность казны, в пожизненном владении Тышкевича.
В конце XIX века была возведена деревянная Успенская церковь, руины которой сохранились до настоящего времени.
В 1890 открыта школа грамоты, в которой в первый год занятий училось 12 мальчиков.
В 1897 деревня (51 двор, 378 жителей) и одноименная ферма (1 двор, 14 жителей) в Велятичской волости Борисовского уезда.
В 1911 открыта земская школа, для которой в 1913 возведено собственное здание.

### После 1917
В 1917 в деревне было 55 дворов, 393 жителя; на хуторе 7 дворов, 51 житель.